# Geneva Open 2019
Geneva Open 2019 — тенісний турнір, що проходив на кортах з твердим покриттям у місті Женева, Швейцарія з 20 травня. Належав до категорії ATP Tour 250.

## Фінальна частина

### Одиночний розряд
Александр Зверєв —  Ніколас Яррі 6–3, 3–6, 7–6(10–8)

### Парний розряд
Олівер Марах /  Мате Павич —  Меттью Ебден /  Роберт Ліндстедт 6–4, 6–4